# Keita Matsuda (Fußballspieler)
Keita Matsuda (japanisch 松田 佳大 Matsuda Keita; * 17. Mai 2000 in Hirakata, Präfektur Osaka) ist ein japanischer Fußballspieler.

## Karriere
Keita Matsuda erlernte das Fußballspielen in der Schulmannschaft der Kyoto Tachibana High School sowie in der Universitätsmannschaft der Tōyō-Universität. Seinen ersten Vertrag unterschrieb er am 1. Februar 2023 beim Zweitligisten Mito Hollyhock. Vom 11. März 2023 bis 7. Juni 2023 wurde er an den Drittligisten FC Osaka ausgeliehen. Für den Verein, der in der Präfektur Osaka beheimatet ist, bestritt er acht Ligaspiele. Nach insgesamt 22 Ligaspielen für Mito Hollyhock wechselte er im Januar 2024 zum Erstligisten Kyōto Sanga. Nach sechs Erstligaspielen wechselte er im Februar 2025 auf Leihbasis nach Yamaguchi zum Zweitligisten Renofa Yamaguchi FC.